# Sollicitudo rei socialis

Wappen Papst Johannes Pauls II.

Sollicitudo rei socialis („Die Sorge über die sozialen Anliegen“) ist eine Sozialenzyklika Papst Johannes Pauls II. aus dem Jahr 1987. Darin entwickelt der Papst die katholische Soziallehre weiter und wendet sich Problemstellungen des Nord-Süd-Konfliktes zu.

## 20 Jahre Populorum progressio
Die zweite Sozialenzyklika des Papstes trägt das Datum 30. Dezember 1987, obwohl sie erst am 20. Februar 1988 veröffentlicht werden konnte, um so noch vom Datum her ihren Untertitel „zwanzig Jahre nach der Enzyklika Populorum progressio“ gerecht zu werden. Zum Gedenken an diesen Jahrestag der Enzyklika Populorum progressio, die Papst Paul VI. am 26. März 1967 unter dem Motto „weltweite Ausmaße der sozialen Frage“ veröffentlicht hatte, sollte erneut die Thematik der solidarischen Entwicklung der Menschen und Völker ins öffentliche Bewusstsein gerückt werden.

## Zur Situation in den Entwicklungsländern
Die umfassende Entwicklung des Menschen und der Aufbau gerechter Gesellschaften bilden weitere Schwerpunkte im Denken und Verkündigen von Johannes Paul II. Auf seinen Pastoralreisen – und diese Erfahrungen lässt er in diese Sozialenzyklika einfließen –, die ihn in die ganze Welt führten, wurde er immer neu mit den wirtschaftlichen, sozialen, kulturellen und politischen Verhältnissen konfrontiert, unter denen die Menschen und Völker leben. Er habe einen Blick für die vielen Armen und Notleidenden in den Entwicklungsländern, auch für alle die Menschen, denen ihre Rechte vorenthalten werden und die nicht selten unter menschenunwürdigen Zuständen leben und arbeiten müssen, vor allem auch für die prekäre Lage von Familien, in denen die Mütter, oft genug auf sich allein gestellt, für ihre Kinder sorgen müssen. Der Papst erinnert und ermahnte – dieses kommt einer Exhortatio gleich – die reichen Völker an ihre Verantwortung zu wirksamer Hilfeleistung, zugleich setzt er sich für tiefgreifende Reformen der sozialen Strukturen in den Entwicklungsländern ein.

## Über die Definition Entwicklung
Besonders will der Papst einer Engführung des Begriffs der Entwicklung entgegenwirken, als ob es sich dabei im Wesentlichen um die wirtschaftliche, soziale und politische Entwicklung handele. Im Hinblick auf manche einseitigen Positionen heißt es, dass eine wirtschaftliche Entwicklung den Menschen nicht zu befreien vermag; im Gegenteil, sie versklave die Menschen schließlich nur noch mehr. Was den „gegenwärtigen Entwicklungsstand“ in der Welt betrifft, so beklagt der Papst den „Graben zwischen Reichtum und Armut sowohl zwischen den Ländern des Nordens und des Südens als auch innerhalb vieler Entwicklungsländer und Industriestaaten“. Als Haupthindernis wird der politische Gegensatz der „Blöcke“ und ihrer ideologischen Wurzeln gesehen, die sich in den „Prinzipien des liberalistischen Kapitalismus“ und des „marxistischen Kollektivismus“ finden. Mit diesen Aussagen verbleibt der Papst im Rahmen der traditionellen Abgrenzungen, wie sie die Sozialverkündigung der Kirche seit Rerum novarum und Quadragesimo anno gezogen hat. Allerdings setzte er neue Akzente, wenn er forderte, dass das „Recht auf wirtschaftliche Initiative“ nicht unterdrückt werden dürfe. Die Erfahrung lehre, dass die Leugnung eines solchen Rechtes oder seine Einschränkung im Namen einer angeblichen Gleichheit lähme oder gar zerstöre. Die Folge sei nicht so sehr eine echte Gleichheit als vielmehr eine „Nivellierung nach unten“. Schließlich entwarf der Papst das Leitbild einer „solidarischen Gesellschaft“.
Der Papst anerkennt die positiven Leistungen von Wissenschaft, Technik, Wirtschaft und Politik, insistiert aber auf der Gestaltung des Fortschritts nach Maßgabe sittlicher Grundüberzeugungen.

## Gegen Fehlinterpretationen in der Soziallehre
Der Papst war sich offensichtlich dessen bewusst, dass es hinsichtlich der Soziallehre sowohl innerkirchlich wie außerkirchlich Missverständnisse und Fehlinterpretationen gibt. In mehreren Stellen geht er auf diese Gefahren ein und war dabei bemüht, keinerlei kirchliche Kompetenzüberschreitungen zu begehen. Er war sich auch dessen bewusst, dass weder die Kirche, noch die Christen und die Gläubigen allein die Probleme lösen könnten.

## Ökologische Fragestellungen
Sollicitudo rei socialis diskutiert die Fortschritts- und Entwicklungsproblematik auch im Blick auf die ökologische Frage. Die Krise des Entwicklungsdenkens sieht Johannes Paul nicht allein in der Unterentwicklung vieler Regionen weltweit, sondern auch in der „Überentwicklung“ einzelner Staaten, deren allgemeine Lebensgewohnheiten „so viele ‚Verschwendung’ und ‚Abfälle’ mit sich bringt“ (Zf. 28,2 der Enzyklika). Der Mensch dürfe seine Beziehung zur Umwelt nicht allein nach wirtschaftlichen Kriterien ausrichten; vielmehr müsse er „der Natur eines jeden Wesens und seiner Wechselbeziehung in einem geordneten System wie dem Kosmos Rechnung tragen.“ Auch bedürfe es eines schärferen Bewusstseins über die „Begrenztheit der natürlichen Hilfsquellen, von denen sich einige […] nicht regenerieren“ (Zf. 34,2 ff.). Im Hinweis auf die Verantwortung vor nachrückenden Generationen greift der Papst einzelne Motive des Nachhaltigkeitsprinzips auf, ohne dieses explizit zu erwähnen.